# Liste der Naturdenkmale in Neuental
Die Liste der Naturdenkmale in Neuental nennt die im Gebiet der Gemeinde Neuental im Schwalm-Eder-Kreis in Hessen gelegenen Naturdenkmale.
| Bild            | Bezeichnung | Ortsteil, Lage                             | Beschreibung                                               | Art   | Nr.     |
| --------------- | ----------- | ------------------------------------------ | ---------------------------------------------------------- | ----- | ------- |
| BW              | 1 Eiche     | Bischhausen 51° 1′ 8,5″ N, 9° 12′ 17″ O    | „Im Sauhäuschen“, freie Feldgemarkung nördlich Bischhausen | Eiche | 634.775 |
| BW              | 1 Linde     | Neuenhain 50° 59′ 17,3″ N, 9° 16′ 8,8″ O   | an der Kirche                                              | Linde | 634.777 |
| Fotos hochladen | 2 Eichen    | Zimmersrode 51° 0′ 15,2″ N, 9° 13′ 39,8″ O | Ecke Peterswaldstraße/Schulstraße                          | Eiche | 634.779 |

## Belege
1. ↑  Anlage: Tabelle 3 - Naturdenkmale im Schwalm-Eder-Kreis. (PDF; 7,45 MB) der 2. Verordnung zur Änderung der Verordnung zum Schutze der Naturdenkmale im Schwalm-Eder-Kreis vom 28. 04. 1986, zuletzt geändert durch Verordnung vom 8. Mai 2007. Der Kreisausschuss des Schwalm-Eder-Kreises, 17. Dezember 2008, S. 30, abgerufen am 7. Februar 2017.

- Karte mit allen Koordinaten:
- OSM |
- WikiMap